# 바탁어군
바탁어군(Batak)은 인도네시아 북수마트라주 등지의 바탁족이 사용하는 오스트로네시아어족의 언어군으로, 이들이 사용하는 여러 언어 내지 방언들로 이루어진다.

## 분류
크게 북바탁어와 남바탁어로 구분할 수 있으며, 다음과 같은 세부적인 변종이 포함된다. 이 중 상당수는 상호 의사소통이 가능하다.
- 북부
  - 다이리어 (Dairi, Pakpak)
  - 카로어 (Karo)
  - 알라스-클루엣어 (Alas-Kluet)
- 남부
  - 시말룽군어 (Simalungun)
  - 토바어 (Toba)
  - 앙콜라어 (Angkola)
  - 만다일링어 (Mandailing)